# Hohe Möhr
De Hohe Möhr is een berg in de deelstaat Baden-Württemberg, Duitsland. De berg heeft een hoogte van 983 meter en is gelegen in het Zwarte Woud.